# Bentley University

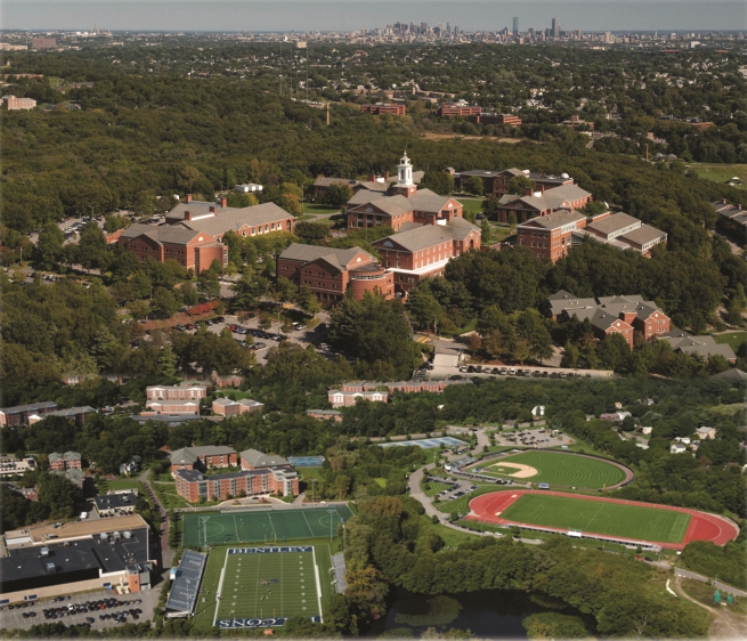
Campus (2010)

Die Bentley University ist eine US-amerikanische Privatuniversität.
Die Universität ist seit Anbeginn als Wirtschaftshochschule positioniert. Im Herbst 2021 waren 5158 Studierende an der Universität eingeschrieben.

## Geschichte
Die Hochschule wurde 1917 von Harry Clark Bentley gegründet und befindet sich seit 1968 in Waltham (Massachusetts). Bis 1971 lautete der Name „Bentley School of Accounting and Finance“, von 1971 bis 2008 „Bentley College“. Im Jahr 2018 wurde mit der „Bentley Arena“ ein eigenes Eishockey-Stadion auf dem Campus eröffnet.